# Struthiosaurus
 Struthiosaurus  (lat. “avestruz”+ gr. “lagarto”= “lagarto avestruz”) es un género de dinosaurios tireóforos nodosáuridos, que vivieron a finales del período Cretácico, hace aproximadamente entre 83 y 65 millones de años, desde el Campaniense al Maastrichtiense en lo que es hoy Europa.

## Descripción
Struthiosaurus fue un pequeño dinosaurio acorazado, de solo 2 metros de largo, 0,7 de alto y un peso de 100 kilogramos. Aunque las estimaciones de su longitud varían, Gregory S. Paul estimó su longitud adulta máxima de hasta 3 metros de largo y su masa de hasta 300 kilogramos. El estudio de 2022 presentó una estimación más baja de 2,7 metros. Esto es interesante porque todos los dinosaurios de esta área son especies enanas, una explicación es que vivieron en las islas pequeñas.
Sus caderas, cuello y cola se cubrían con afiladas placas óseas. Tenía un par de largas púas en los hombros y otras muchas en los lados. El animal estaba protegido por enormes placas de hueso y largas púas en el área del cuello y los hombros. En el curso de un estudio realizado por la Universidad de Viena en 2022, se examinó mediante tomografía computarizada el cráneo bien conservado del Struthiosaurus austriacus. Los datos de la tomografía de alta resolución permitieron una reconstrucción digital de la forma del cerebro y el oído interno. Los exámenes del cerebro de Struthiosaurus sugieren que tenía muy poca audición y dependía principalmente de su armadura para defenderse de los depredadores. Su flóculo era muy pequeño y su lagena era muy corta, lo que sugiere que era de naturaleza muy lenta y solitaria.

## Descubrimiento e investigación

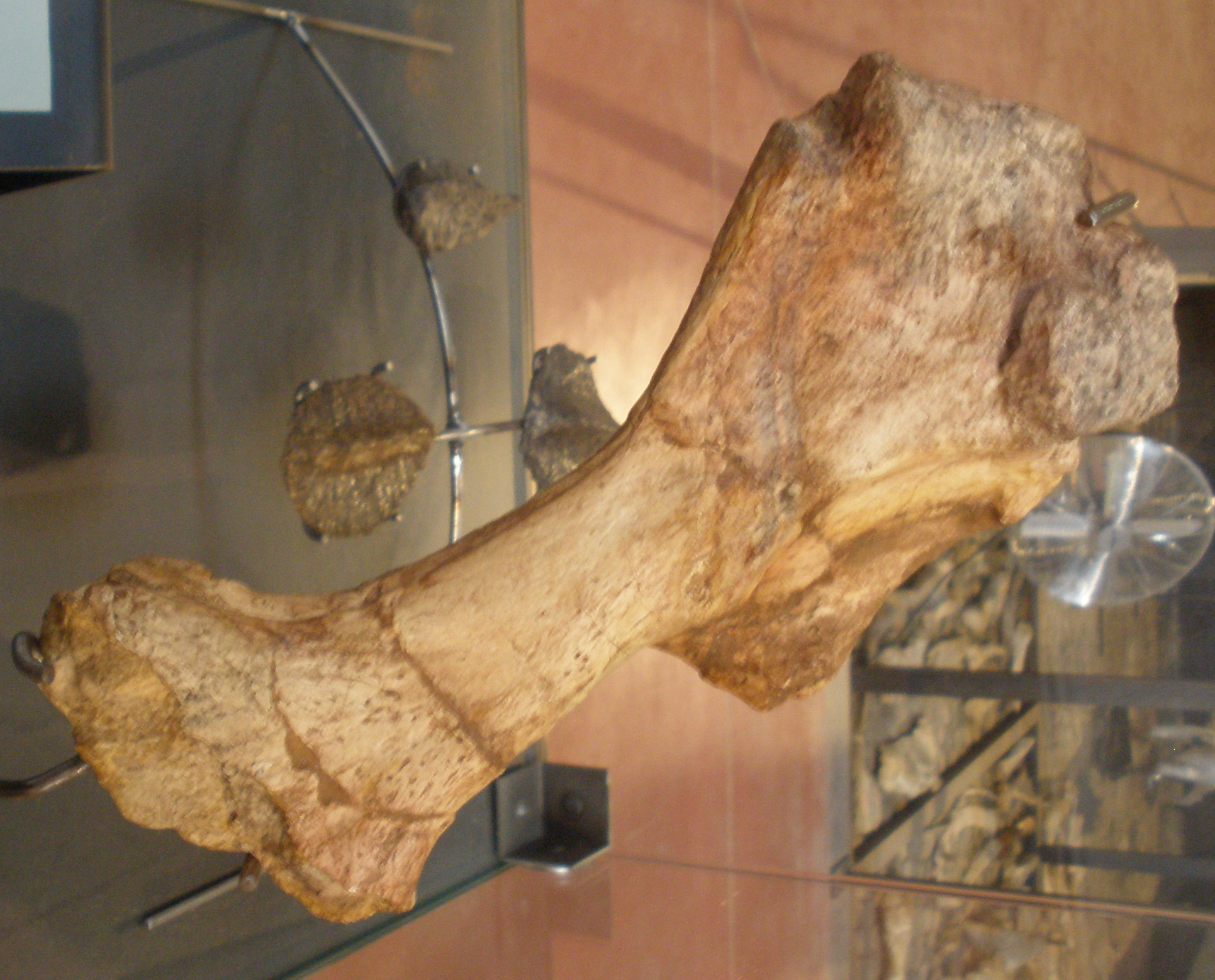
Húmero de Struthiosaurus occitanicus.

En 1859, el geólogo Eduard Suess en la mina de carbón de Gute Hoffnung en Muthmannsdorf cerca de Wiener Neustadt en Austria, descubrió un diente de dinosaurio en una pila de piedra. Con la ayuda del intendente de la mina, Pawlowitsch, se intentó encontrar el origen del material fósil. La búsqueda resultó infructuosa al principio, pero finalmente se descubrió una fina capa de marga, atravesada por un pozo de mina inclinado oblicuamente, que contenía una gran cantidad de huesos diversos. Estos fueron excavados posteriormente por Suess y Ferdinand Stoliczka. La marga era un depósito de agua dulce, ahora considerado parte de la Formación Grünbach.
Los hallazgos se almacenaron en el museo de la Universidad de Viena, pero recibieron poca atención hasta que Emanuel Bunzel los estudió en 1870. En 1871, Bunzel publicó un tratado que describía los fósiles y nombraba varios géneros y especies nuevos. Uno de ellos fue el género Struthiosaurus basado en una sola porción parcial del extremo posterior del cráneo, que consiste en gran parte en la caja craneana. El tipo y única especie conocida del género en ese momento era Struthiosaurus austriacus. Bunzel declaró que solo nombró provisionalmente al taxón y no dio ninguna etimología del nombre. El nombre genérico se deriva del neolatín struthio, derivado del griego antiguo στρούθειος, stroutheios, "del avestruz". Bunzel eligió el nombre debido a la morfología de pájaro de la caja craneana. El nombre específico se refiere a la procedencia de Austria.
Aparte del cráneo, Bunzel, sin saberlo, describió otro material de Struthiosaurus. Reconoció que había huesos y osteodermos de dinosaurios acorazados entre los hallazgos y los refirió a un 'Scelidosaurus sp. y un Hylaeosaurus sp.. Estos géneros británicos representaban las formas tireóforas más conocidas encontradas en ese momento. Bunzel también descubrió dos fragmentos de costillas que tenían una construcción muy desconcertante. Tenían dos cabezas, pero la cabeza de la costilla superior, el tubérculo, era corto y estaba colocado de tal manera que no podía tocar la vértebra si el eje estaba orientado en la posición vertical habitual. Asumió que solo el capitulum inferior se conectaba al cuerpo vertebral. Una costilla que toca la vértebra con una sola superficie es normal para los lagartos, aunque en su caso las cabezas de las costillas están fusionadas en una sola sinapófisis. Bunzel, por lo tanto, concluyó que las costillas pertenecían a un lagarto gigante. En analogía con Mosasaurus, el lagarto gigante llamado así por el río Mosa , llamó a este lagarto Danubiosaurus anceps, por el Danubio. El nombre específico anceps significa "doble cabeza" en latín, destacando el rasgo excepcional, para un lagarto, de tener costillas bicéfalas. De hecho, las costillas eran las de Struthiosaurus. En los Ankylosauria, la grupa es tan plana que la parte superior de los ejes de las costillas sobresale lateralmente, lo que rota el tubérculo corto hacia la diapófisis, su faceta de contacto vertebral.
Muchas especies se han referido a Struthiosaurus, la mayoría basadas en material muy fragmentario y no diagnóstico. Los paleontólogos reconocen tres especies válidas. S. austriacus descrita por Bunzel en 1871, basado en el holotipo PIWU 2349/6. S. transylvanicus descrita por Nopcsa en 1915, basado en BMNH R4966, un cráneo y esqueleto parcial de Rumania. Y las más nueva S. languedocensis descrita por García y Pereda-Suberbiola en 2003, basado en UM2 OLV-D50 A–G CV, un esqueleto parcial encontrado en 1998 en Francia.  Es el homónimo de la subfamilia de nodosáuridos Struthiosaurinae, cuyos miembros se encuentran solo en Europa.
Se ha demostrado que varios taxones inválidos son sinónimos menores de Struthiosaurus austriacus, la mayoría de los cuales fueron creados cuando Harry Govier Seeley en 1881 revisó el material austriaco. entre ellos se encuentran, Danubiosaurus anceps de Bunzel en 1871, Crataeomus palowitschii de Seeley en 1881, Crataeomus lepidophorus de  Seeley en 1881, Pleuropeltis suessii de  Seeley en 1881, Rhadinosaurus alcimus de Seeley en 1881, Hoplosaurus ischyrus de Seeley en 1881 y Leipsanosaurus noricus de Nopcsa en 1918. Otro anquilosáurido europeo, Rhodanosaurus ludguensis descrito por Nopcsa en 1929, de las rocas datadass entre el Campaniense y el Maastrichtiense del sur de Francia ahora se consideran dudosas y se refieren a Nodosauridae incertae sedis.
Las tres especies válidas de Struthiosaurus difieren entre sí en que S. austriacus es más pequeño que S. transylvanicus y posee vértebras cervicales menos alargadas. Además, aunque el contacto del proceso cuadrado-paroccipital está fusionado en S. transylvanicus, no está fusionado en S. austriacus. Se desconoce el cráneo de S. languedocensis, pero el taxón difiere de S. transylvanicus en la forma más plana de las vértebras dorsales y se diferencia de S. austriacus en la forma del isquión.

## Clasificación
Bunzel estaba muy desconcertado por la caja craneal. Sabía que pertenecía a un reptil en lugar de a un mamífero debido a un cóndilo occipital simple en lugar de un cóndilo occipital de dos cabezas. Por lo demás, la parte posterior de la cabeza no era muy parecida a la de un reptil, ya que era baja, compacta, fusionada y convexa en una curva gradual hacia el techo del cráneo. Los lagartos tenían un occipucio muy diferente, más "abierto". Los cocodrilos eran más similares pero aún tenían una parte posterior del cráneo cóncava. Bunzel consideró si podría ser un dinosaurio, pero en 1871 se había descrito poco material del occipucio de los dinosaurios y le pareció que sus cráneos a este respecto eran más parecidos a los de un lagarto. El único grupo que mostró un redondeo y fusión comparable de los huesos del cráneo fueron las aves. Bunzel envió un dibujo y una descripción al profesor Thomas Huxley en Londres, en ese momento uno de los pocos expertos en dinosaurios. Huxley estuvo de acuerdo en que la caja del cráneo se parecía a la de un pájaro y comentó: "Este fragmento de cráneo se parece más a un pájaro que cualquier cosa [sic] que haya visto hasta ahora". Sabiendo que Huxley había llamado a un orden de reptiles Ornithoscelida por formas que comparten con las aves ciertos rasgos en la pelvis y las patas traseras, Bunzel terminó su descripción con la predicción de que "con el tiempo, también podría ser posible crear un orden Ornithocephala, "Cabeza de avwes".
Bunzel tenía razón al asumir una afinidad con las aves, pero esto se debió a que las aves en sí mismas son dinosaurios. En los dinosaurios, los huesos posteriores del cráneo generalmente están fuertemente fusionados. Los nodosáuridos desarrollaron convergentemente un cráneo redondeado. Como faltaban los enormes cuadrados, el fragmento de cráneo daba la falsa impresión de ser de constitución ligera. El material de anquilosauriano en ese momento generalmente se refería a Scelidosauridae, pero debido a que este fue el primer cráneo de anquilosauriano que se describió, la conexión no era obvia. El primero en entender que representaba un dinosaurio acorazado fue Nopcsa quien en 1902 lo colocó en los Acanthopholididae. Más tarde corrigió su nombre a Acanthopholidae. Walter Coombs en 1978 declaró que era un Nodosauridae.
El análisis cladístico de Struthiosaurus indica que el taxón es un miembro de Nodosauridae y sugirió que puede ser uno de los anquilosaurianos más basales del clado Ankylosauria. Un análisis realizado por Ösi en 2005, describiendo el taxón Hungarosaurus, encontró que, si bien era más joven que otros nodosáuridos, Struthiosaurus era uno de los taxones más basales, aunque no se podían codificar muchas características. Algunos trabajos como el de Vickaryous, Maryanska, y Weishampel 2004 consideran la asignación de Struthiosaurus a Nodosauridae ser provisional, hasta que finalicen estudio adicional y descubrimientos futuros.

### Filogenia
El siguiente cladograma muestra los resultados del análisis filogenético de 2018 de Rivera-Sylva y sus colegas, resolviendo especies de Struthiosaurus dentro del clado Struthiosaurini como etiquetado por Madzia et al., con relaciones fuera de Struthiosaurini excluidas por simplicidad.
|  | Hungarosaurus |
|  |               |
|  | Europelta     |
|  |               |

|  | Pawpawsaurus                                                                                |
|  |                                                                                             |
|  | Stegopelta                                                                                  |
|  |                                                                                             |
|  | Struthiosaurus languedocensis                                                               |
|  |                                                                                             |
|  | \| \| Struthiosaurus transylvanicus \| \| \| \| \| \| Struthiosaurus austriacus \| \| \| \| |
|  |                                                                                             |
|  | Struthiosaurus transylvanicus                                                               |
|  |                                                                                             |
|  | Struthiosaurus austriacus                                                                   |
|  |                                                                                             |

|  | Struthiosaurus transylvanicus |
|  |                               |
|  | Struthiosaurus austriacus     |
|  |                               |

|  | Hungarosaurus |
|  |               |
|  | Europelta     |
|  |               |

|  | Pawpawsaurus                                                                                |
|  |                                                                                             |
|  | Stegopelta                                                                                  |
|  |                                                                                             |
|  | Struthiosaurus languedocensis                                                               |
|  |                                                                                             |
|  | \| \| Struthiosaurus transylvanicus \| \| \| \| \| \| Struthiosaurus austriacus \| \| \| \| |
|  |                                                                                             |
|  | Struthiosaurus transylvanicus                                                               |
|  |                                                                                             |
|  | Struthiosaurus austriacus                                                                   |
|  |                                                                                             |

|  | Struthiosaurus transylvanicus |
|  |                               |
|  | Struthiosaurus austriacus     |
|  |                               |